# Concepción de María
Concepción de María est une municipalité du Honduras, située dans le département de Choluteca, fondée en 1852.

## Villages et hameaux
La municipalité d'Apacilagua, est composée de 130 hameaux et des 33 villages suivants :
- Concepción de María (chef-lieu de la municipalité)
- Cerro Colorado
- El Aguacatal
- El Cacao
- El Cerrón
- El Jicarito
- El Pacón
- El Palito
- El Papalón
- El Peñón
- El Potrerito
- El Sunzapote
- El Tejar
- El Terrero
- Guanacaste
- La Guaruma
- La Joya
- La Majada
- La Montaña
- La Pabellona
- La Plomosa No.2
- La Veta
- Las Chapernas
- Las Mesas
- Las Pintadas
- Los Espaveles
- Los Llanitos
- Los Matapalos
- Nance Dulce
- Palo Solo
- Santa Rosa
- San Benito Nuevo
- San Benito Viejo
- Los Chorritos

## Source de la traduction
- (en)/(es) Cet article est partiellement ou en totalité issu des articles intitulés en anglais « Concepción de María » (voir la liste des auteurs) et en espagnol « Concepción de María » (voir la liste des auteurs).